# Filón Alexandrijský
Filón Alexandrijský nebo Filón z Alexandrie, latinsky Philo Iudaeus (asi 20 př. n. l. – po roce 40) byl židovský řecky píšící filosof a teolog, nejvýznamnější představitel židovské helénistické filosofie.
Filón se pokusil sjednotit řeckou filosofii s židovskou vírou a etikou, přičemž používal metody alegorického výkladu Bible. Významný je především jeho koncept Logu, jež později sehrál důležitou roli v křesťanské christologii. Rabínský judaismus naopak Filónovy myšlenky nepřijal, neboť je považoval za přílišný odklon od tradice.

## Život
Narodil se patrně v Alexandrii v zámožné, snad kněžské rodině, a patřil k nejváženějším osobám tamější židovské obce. Disponoval kvalitním řeckým vzděláním, znal z první ruky Platónovy spisy i dobovou literaturu k etice, zejména kynickou. Býval zván na hostiny, chodil do divadla i na závody, i když to svým čtenářům nedoporučuje. Ačkoli pravděpodobně neuměl hebrejsky (užíval řeckou Bibli a jeho „chaldejská“ etymologie je většinou chybná), byl hluboce věřícím židem s pevnou vazbou k Jeruzalémskému chrámu. V roce 39/40 byl – už jako starší muž - členem poselstva alexandrijských Židů k císaři Caligulovi, které žádalo o zrušení nařízení o císařových sochách v synagogách. Protože zprávu z této cesty také napsal, byl podle některých v čele tohoto poselstva.
Jeho bratr Tiberius Iulius Alexander byl vysokým alexandrijským úředníkem, byl v dobrých vztazích s císaři a sám prý pořídil zlaté a stříbrné kování vrat jeruzalémského chrámu. Jeho syn a jmenovec, Filónův synovec, od židovství patrně odpadl, byl římským prefektem v Egyptě a podílel se na potlačení židovského povstání a snad se účastnil i dobytí Jeruzaléma roku 70.

## Prameny a charakter díla
Filón se nejdůsledněji ze všech starověkých židovských filosofů snažil sloučit židovskou víru a etiku s řeckou filosofií. Židovský ráz díla se projevuje, když Filón považuje Mojžíše nejen za největšího proroka, nýbrž také za největšího filosofa, Bibli pokládá za zjevení Boha lidstvu a za nejvyšší autoritu lidského života. Filón dále nabádá k plnění biblických příkazů, a to včetně jejich vnějších forem. Helénismus se v jeho díle projevil snahou ukázat všeobecnou platnost Mojžíšova zákona. Koncept abstraktního a vzdáleného Boha, jehož lze nazírat skrze umrtvování smyslů, rovněž vychází z řecké filosofie. Své dílo Filón konečně podkládá citacemi celkem 64 řeckých autorů a přejímá myšlenky zejména Platóna, pythagorejců, stoiků a Poseidónia. Ačkoli se tedy Filón snažil odhalit hlubší pravdu zjeveného náboženství, jeho filosofický systém tradiční judaismus reinterpretoval, čímž se mu značně vzdálil.

## Filosofické myšlení

### Metoda
Syntézu judaismu s řeckou filosofií Filónovi umožňoval předpoklad, že řečtí myslitelé znali Tóru. Tím se řecká filosofie stává židovskou záležitostí. Z druhé strany Filón považuje judaismus za filosofický systém. Díky alegorické exegezi pak nachází v Bibli poučky řecké filosofie. Alegorická exegeze tak slouží k vysvětlení nejasných míst či k nalezení hlubšího skrytého smyslu pod vrstvou doslovného významu.
Filón nevytvořil jasně promyšlený bezrozporný filosofický systém. Ve svém díle spojil příliš mnoho prvků různých filosofických proudů, což vedlo k občasným nedůslednostem, nejasnostem či nesrovnalostem.

### Bůh, stvoření a Logos
Filón ovlivněn platónským idealistickým dualismem považoval Boha za člověkem nepoznatelného, zcela odděleného od světa, čímž se ovšem odklonil od biblického konceptu Boha navazujícího kontakt s lidmi. Tento rozpor se pokusil interpretovat Boží jméno Jsem, který jsem filosoficky jako „Bytí“. Bytí Boží je pak to jediné, co může člověk o Bohu poznat. Toto Filónovo stanovisko předznamenalo pozdější negativní teologii.
Bůh podle Filóna stvořil svět z preexistentní hmoty, jelikož by však Bůh byl stykem s hmotou poskvrněn, použil při stvořitelském aktu zprostředkujících sil, které z něj emanují. Veškeré tyto síly či ideje v sobě zahrnuje Logos. Při vytváření konceptu Logu byl Filón zřetelně ovlivněn vlivem řeckých a židovských spekulací o hypostasích (například Knihou Moudrosti), při popisu Logu ovšem nebyl důsledný: někdy o Logu hovoří jako o Božím rozumu, jindy zase jako o podstatě oddělené (hypostasované) od Boha.
Logos je popisováno jako „Boží místodržitel na zemi“, „prvorozený syn“, zástupce lidstva před Bohem, velekněz, což se shodovalo s křesťanskými představami o Kristu, a koncept Logu tudíž měl značný význam pro christologii.

### Člověk a etika
Jako pro Platóna i pro Filóna představuje tělo „žalář“ a „hrob“ duše a cílem dobrého života je vysvobození duše z tohoto otroctví. Cílem lidského života však není jako u stoiků získat vládu sám nad sebou, nýbrž osvobození duše od smyslovosti potlačením afektů, aby mohla nazírat Boha a v prorocké extázi se s ním sjednotit. Empirická znalost tedy pro Filóna představuje pouze přípravu na kontemplativní poznání Boha.

## Význam a vliv
V židovské tradici se Filónovo učení neujalo. Pro rabínský judaismus, jenž se stal hlavním proudem židovství, představovalo Filónovo dílo přílišný odklon od tradice, a proto je rabíni ignorovali. Zájem o něho se oživil až v liberálním židovství 19. století jako příklad, jak lze spojit židovskou víru s otevřeností vůči okolnímu prostředí.[zdroj?]
Tím větší význam však měl v tradici křesťanské, která ho cituje a vykládá počínaje už Klémentem Alexandrijským. Píše o něm Órigenés, Eusebius, Řehoř z Nyssy, Ambrož, Hieronymus i Augustin, kteří z něho čerpají alegorický výklad Písma. Filónova nauka o Božích silách a o Logu hrála velkou roli při vzniku učení o Boží Trojici a křesťanské christologie. V pozdějších staletích jej někteří dokonce pokládali za křesťana.

## Přehled díla
Filón byl zřejmě nejplodnějším židovským helénistickým filosofem, z jeho díla se zachovalo téměř 50 spisů a dalších nejméně 20 se ztratilo.[zdroj?] Spisy (většinou v řečtině, případně v aramejském či latinském překladu) se dochovaly především díky křesťanským autorům, kteří si Filóna oblíbili zejména pro jeho alegorickou metodu výkladu Písma.
Před latinským názvem díla je vždy uvedena zkratka, pod níž se spis cituje.[zdroj?]

### Exegetické spisy
- Vit Mos: De vita Moysis (životopis Mojžíše jako zákonodárce, kněze a proroka)
- Op: De opificio mundi (Výklad Stvoření světa - Gn 1–3 – jako kosmologický základ Zákona)
- Abr: De Abrahamo (Abraham jako vtělený nepsaný Zákon)
- Jos: De Iosepho (Josef jako vzor politika)
- Dec: De decalogo (obecný výklad Zákona)
- Spec Leg: De specialibus legibus (výklad jednotlivých oblastí Zákona)
- Virt: De virtutibus (O ctnostech – odvaha, přátelství, pokání)
- Legum allegoriae (alegorický komentář ke knize Genesis, v 19 traktátech)
- Quaest in Gen: Quaestiones et Solutiones in Genesim (výklad formou otázek a odpovědí)
- Quaest in Ex: Quaestiones et Solutiones in Exodum (totéž ke knize Exodus)

### Historické a apologetické spisy
- Flacc: In Flaccum (Pronásledování Židů v Alexandrii za Flacca)
- Leg Gai: Legatio ad Gaium (Pronásledování Židů a poselství do Říma roku 39/40)
- Vit Cont: De vita contemplativa (Popis židovského společenství Therapeutů blízko Alexandrie)
- Apol Jud: Apologia pro Iudaeis/Hypothetica (O původu, mravech a zákonech Židů)

### Filosofické spisy
- Prob: Quod omnis probus liber sit (Stoická diskuse o svobodě člověka)
- Aet: De aeternitate mundi (O nezničitelnosti Vesmíru)
- Prov: De providentia (stoický dialog o prozřetelnosti)
- De animalibus (dialog o tom, zda mají zvířata rozum)